# Alcobaza
Alcobaza (en portugués, Alcobaça) es una ciudad portuguesa perteneciente a la comunidad intermunicipal del Oeste y a la región del Oeste e Vale do Tejo. Forma parte del "Turismo do Centro" perteneciente a la histórica provincia de Estremadura. Según el censo de 2021, tiene una población de 54 973 habitantes.

## Geografía
El municipio tiene una extensión de 408,14 km² de área y está subdividido en 13 freguesias. Limita al norte con Marinha Grande, al este con Leiría, Porto de Mós y Rio Maior, al suroeste con Caldas da Rainha y al oeste con Nazaré (que está rodeado por Alcobaza). Tiene dos porciones de costa sobre el océano Atlántico.
La ciudad dista de la capital, Lisboa, unos 92 km, situándose entre dos ciudades de dimensión superior: Caldas da Rainha y Leiría.  Bañada por los ríos Alcoa y Baça.

## Historia
La zona del actual municipio de Alcobaza estuvo habitada por los romanos, pero el nombre le fue dado por los árabes, cuya ocupación denota una época de progreso a juzgar por los numerosos topónimos de las tierras colindantes que los recuerdan, como Alcobaça, Alfeizerão, Aljubarrota y Alpedriz.
Cuando Alcobaza fue reconquistada, la ciudad tenía acceso al mar que en sus cercanías formaba la gran lago de Pederneira que llegaba hasta Cos y permitía la navegación de las embarcaciones que transportaban los deliciosos frutos producidos en la región al resto del país gracias a la técnica implantada por los monjes cistercienses.
Afonso Henriques (Alfonso I de Portugal) donó las tierras de Alcobaza a los monjes cistercienses el 8 de abril de 1153, con la obligación de limpiarlas; las donaciones realizadas a lo largo de los diferentes reinados llegaron a constituir un vasto territorio - los Cotos de Alcobaza - que se extendía desde los alrededores de São Pedro de Moel hasta São Martinho do Porto y desde Aljubarrota hasta Alvorninha, alcanzando su máximo territorio en el reinado de Fernando I de Portugal. Los monjes cistercienses se convirtieron en señores de catorce pueblos, de los cuales cuatro eran puertos marítimos: Alfeizerão, São Martinho do Porto, Pederneira y Paredes da Vitória.
Los monjes de Alcobaza, además de su actividad religiosa y cultural, desarrollaron una notable y duradera acción colonizadora, enseñando técnicas agrícolas y poniendo en práctica innovaciones experimentadas en otros monasterios, gracias a las cuales limpiaron terrenos, secaron pantanos, introdujeron cultivos aptos para la cada terreno y explotaciones o granjas organizadas, a las que llamaron granjas, creando prácticamente de la nada una región agrícola que se ha mantenido como una de las más productivas de Portugal hasta el día de hoy. Joaquim Vieira Natividade se refiere a los monjes de Alcobaza como monjes-agrónomos. Los municipios de Alcobaza y Nazaré, así como la parte norte del municipio de Caldas da Rainha, fueron limpiados y administrados por monjes de Alcobaza. Este vasto territorio se llamó los Coutos de Alcobaça (Cotos de Alcobaza). Pero a mediados del siglo XVII, la mayor parte de las tierras del coto de Alcobaza ya pertenecían a los habitantes de los pueblos y sus concelhos (ayuntamientos).
La ciudad de Alcobaza recibió fuero del rey Manuel I en 1514. En 1567, el monasterio de Alcobaza se separó de la casa matriz del Císter en Francia, para convertirse en cabeza de la Congregación portuguesa, por bula del papa Pío V. 
En 1755, debido al gran terremoto de Lisboa, Alcobaza sufrió graves daños y una gran inundación. El marqués de Pombal impulsó la reconstrucción del municipio tras aquella tragedia.
Durante las invasiones francesas, a principios del siglo XIX, el monasterio de Alcobaza fue saqueado. El monasterio fue nuevamente saqueado durante 11 días en 1833, después de que los monjes se vieran obligados a abandonarlo tras la victoria liberal en la guerra civil. Con la extinción de las órdenes religiosas decretada en 1834, parte del monasterio de Alcobaza fue vendido en pública subasta. De las catorce villas del coto solo quedaron los municipios de Alcobaza y Pederneira (hoy Nazaré), quedando los demás extinguidos.
En los antiguos cotos, administrados por los monjes cistercienses durante casi siete siglos, además de la actividad agrícola por ellos introducida, quedan profusión de elementos arquitectónicos, principalmente manuelinos, algunas picotas y numerosas casas rurales y anexos agrícolas, como molinos de varas que en del siglo XVII al XIX fueron utilizados para la extracción de aceite de oliva de los olivares de la Serra dos Candeeiros.
Fue nombrada Dama de la Antigua y Muy Noble Orden Militar de la Torre y Espada, del Valor, Lealtad y Mérito el 26 de abril de 1919. El 30 de agosto de 1995, Alcobaza fue elevada a la categoría de ciudad. Hasta el 12 de julio de 2001, la parroquia de Moita también formaba parte del municipio, que fue trasladado al vecino municipio de Marinha Grande.

## Demografía
| Gráfica de evolución demográfica de Alcobaça entre 1864 y 2021 |
|                                                                |
| Datos según el nomenclátor publicado por el INE portugués.     |

## Freguesias
Las freguesias de Alcobaza son las siguientes:
- Alcobaça e Vestiaria
- Alfeizerão
- Aljubarrota
- Bárrio
- Benedita
- Cela
- Coz, Alpedriz e Montes
- Évora de Alcobaça
- Maiorga
- Pataias e Martingança
- São Martinho do Porto
- Turquel
- Vimeiro

## Patrimonio

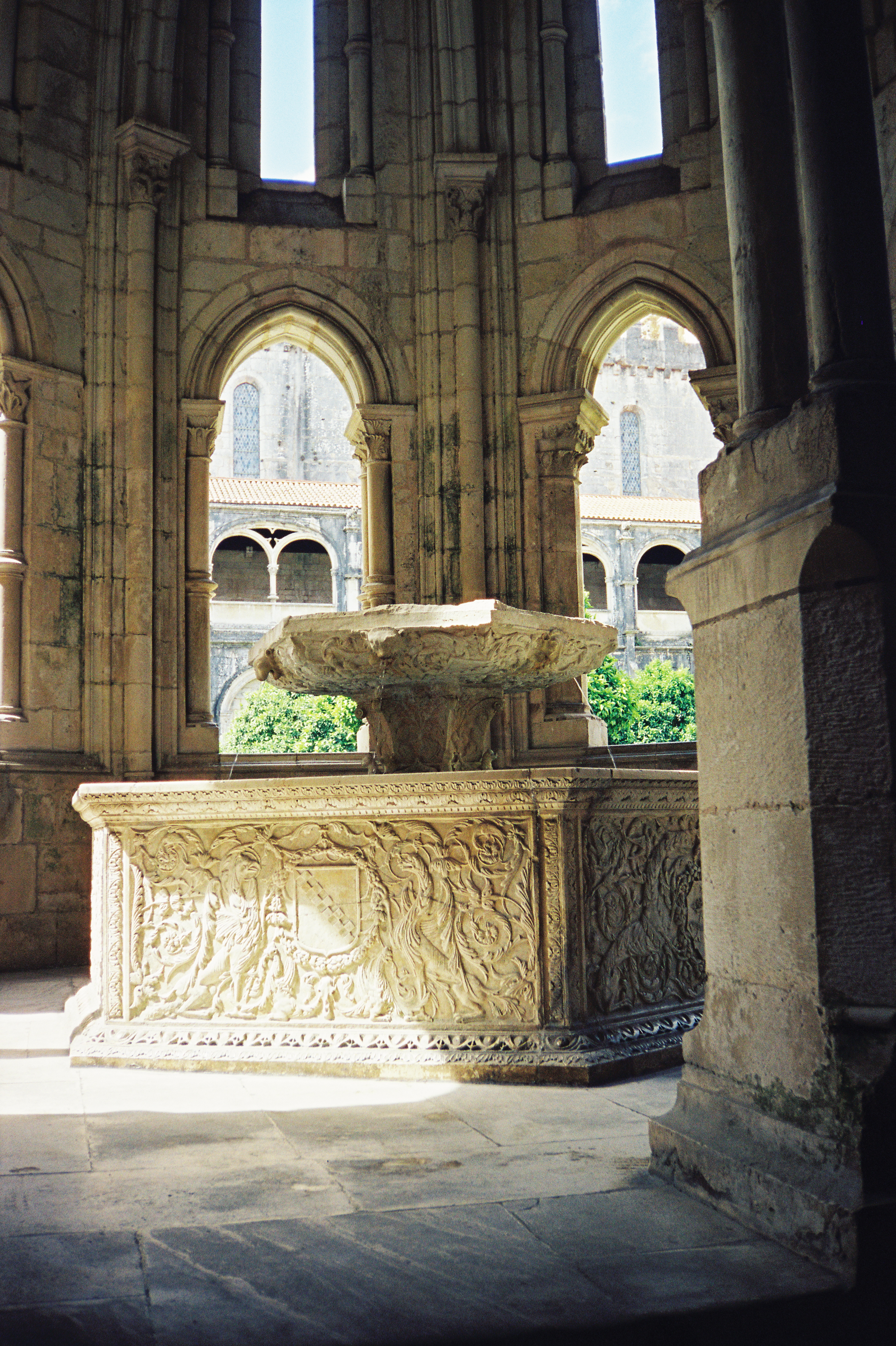
Fuente en el monasterio de Alcobaza

Alcobaza es conocida por su monasterio cisterciense, en torno del cual se desenvolvían las poblaciones de la comarca. El monasterio fue fundado por orden de Alfonso I de Portugal en el año 1148, y fue concluido en el 1222, de estilo gótico con influencias moriscas. Durante la Edad Media, llegó a rivalizar con otros grandes monasterios cistercienses de Europa; el coto de Alcobaza constituía uno de los mayores dominios privados dentro del reino de Portugal, abarcando a varios de los municipio vecinos de Alcobaza como Nazaré.
En el monasterio se encuentran los sepulcros del rey Pedro I de Portugal (1357-1367) y su amante Inés de Castro.